# Paul Louis Bouchard

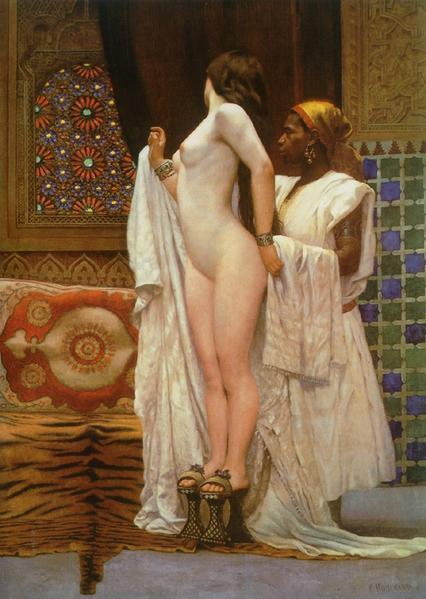
Després del Bany

Paul Antoine Louis Bouchard (5 d'agost de 1853, París – 1937, París) va ser un pintor francès, especialment conegut per les seves escenes orientalistes.
Va ser alumne de Gustave Boulanger, Jules Lefebvre i Fernand Cormon . Al començament de la seva carrera, va produir escenes històriques; principalment de l'edat mitjana. Més tard va ampliar els seus temes per incloure escenes orientalistes i paisatges urbans russos.
Les seves exposicions al Saló van començar l'any 1880, i hi continuaria exposant anualment fins al 1930. Va ser guardonat amb una medalla de bronze a l'Exposició Universal de 1900.
Va ser nomenat Cavaller de la Legió d'Honor el 1908.
La seva pintura Les Almahs es va utilitzar a la contraportada de la revista Grand écrivain el 1987 per il·lustrar un article sobre Arthur de Gobineau i la seva visió onírica de l'Orient Mitjà. L'original es troba al Museu d'Orsay.